# ماركوس برادو ترويخو
ماركوس برادو ترويخو (بالبرتغالية: Marcos Prado Troyjo‏) هو خبير اقتصادي سياسي برازيلي ورجل أعمال وعالم اجتماع ودبلوماسي وكاتب.
كان ترويجو رئيس بنك التنمية الجديد. شغل منصب نائب وزير الاقتصاد البرازيلي، والمسؤول عن التجارة الخارجية والشؤون الدولية، وكان أحد المفاوضين على اتفاقية ميركوسور والاتحاد الأوروبي.
كان رئيس مجلس إدارة بنك التنمية الوطني، حيث عمل أيضًا كمدير للبرازيل. شغل منصب الحاكم المناوب للبرازيل في بنك التنمية للبلدان الأمريكية، وعضوًا في لجنة التنمية بالبنك الدولي وممثلًا على مستوى مجلس الإدارة في العديد من مؤسسات التنمية متعددة الأطراف الأخرى.